# Peter Ryom
Peter Ryom (nascut el 31 de maig de 1937 a Copenhaguen ) és un musicòleg danès conegut internacionalment per ser l'autor del Ryom-Verzeichnis, el catàleg estàndard de les obres d'Antonio Vivaldi.